# أرتشر (مدمرة دبابات)
مدفع 17 رطل ذاتي الحركة، فالنتاين مارك-1، أرتشر (بالإنجليزية: SP 17pdr, Valentine, Mk I, Archer)‏ هو مدفع مضاد للدبابات ذاتي الحركة ، تركيب المدفع Ordnance QF 17 pounder على الدبابة فالنتاين .

## تاريخ التطوير والتصنيع
كان المدفع 17 بي دي ار ذو قوة نارية كبيرة ولكن ثقيل حتى أنه لا يتحرك إلا بمركبة تجره ،لذا كان سلاحا دفاعيا أكثر من أنه هجوميا , 
تم تقرير أن يتم تركيب مدفع 17 بي دي ار على هيكل الدبابة فالنتاين ، حيث كانت الدبابة فالنتاين أصلا تصنع في خطوط التجميع ومن السهل تركيب هذا المدفع عليها ، الذي يمثل البنية الفوقية للمدرعة المفتوح من الأعلى والمدفع ثبت في الطرف الخلفي من هيكل الدبابة 
و تم التصنيع في أواخر سنة 1943
و ظلت تخدم في الجيش البريطاني حتى منتصف خمسينيات القرن الماضي 
استخدمت هذه المدرعات في الكمائن بسبب شكلها الذي يساعدها على ذلك .
| المدرعة | 1943 | 1944 | 1943 (بنهاية مايو) |
| ------- | ---- | ---- | ------------------ |
| أرتشر   | 0    | 353  | 214                |

## الخدمة
أصدرت في أكتوبر سنة 1944 وخدمت في الجبهة الغربية وفي إيطاليا وأيضا في الجيش المصري .

## معرض الصور

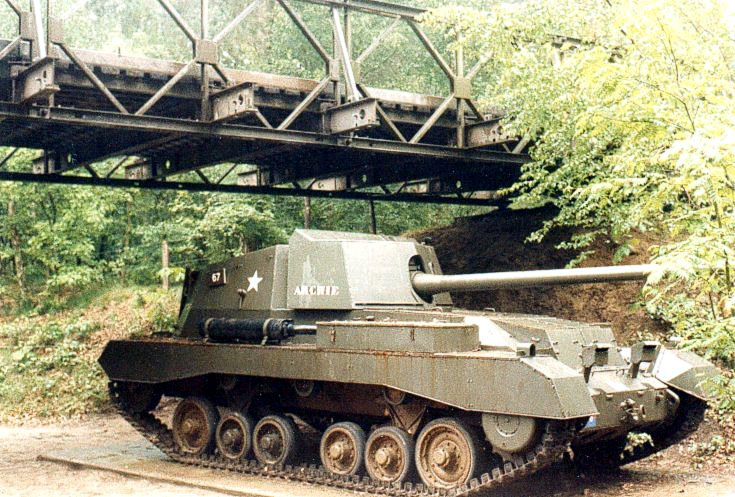
أرتشر في متحف في هولندا
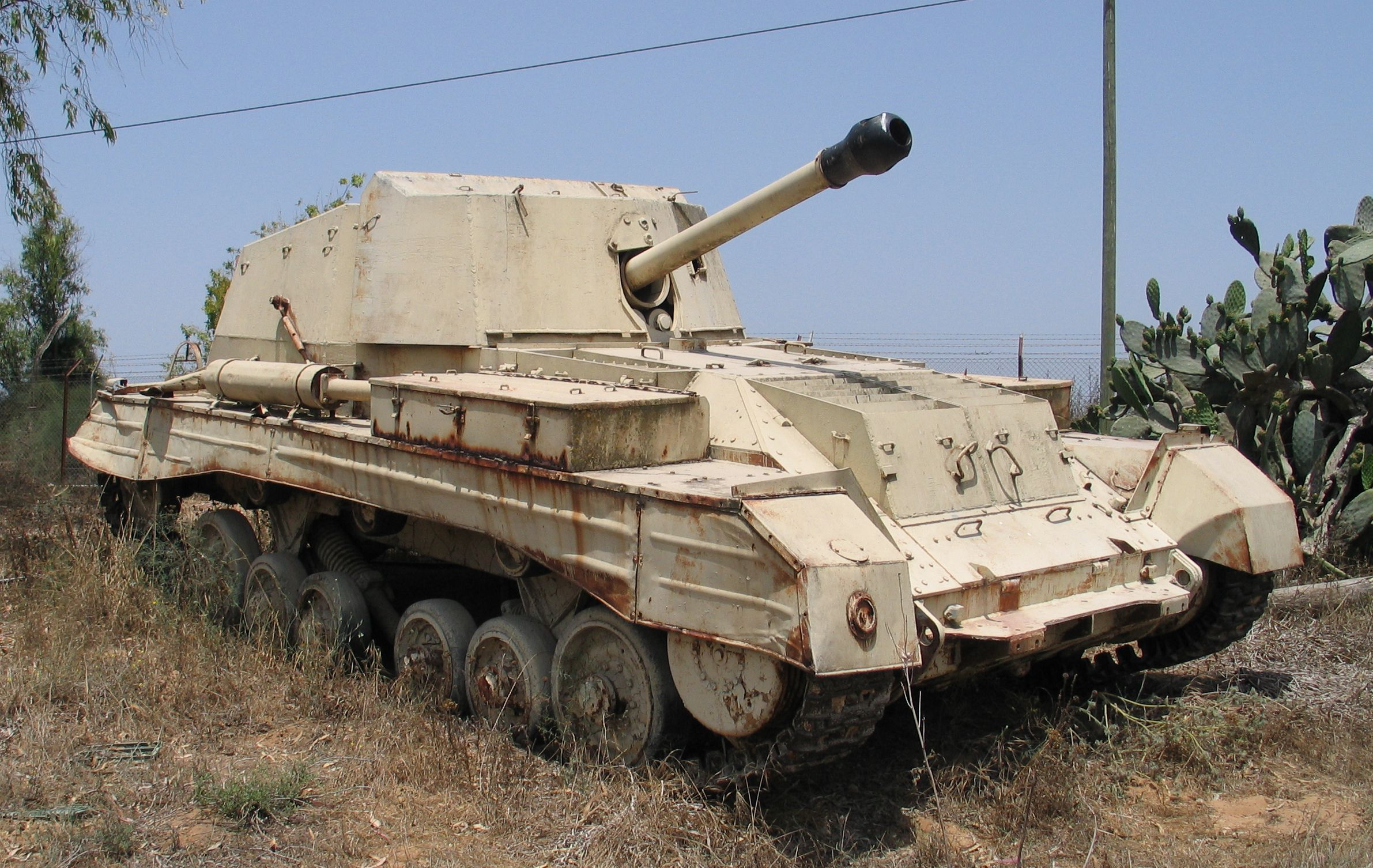
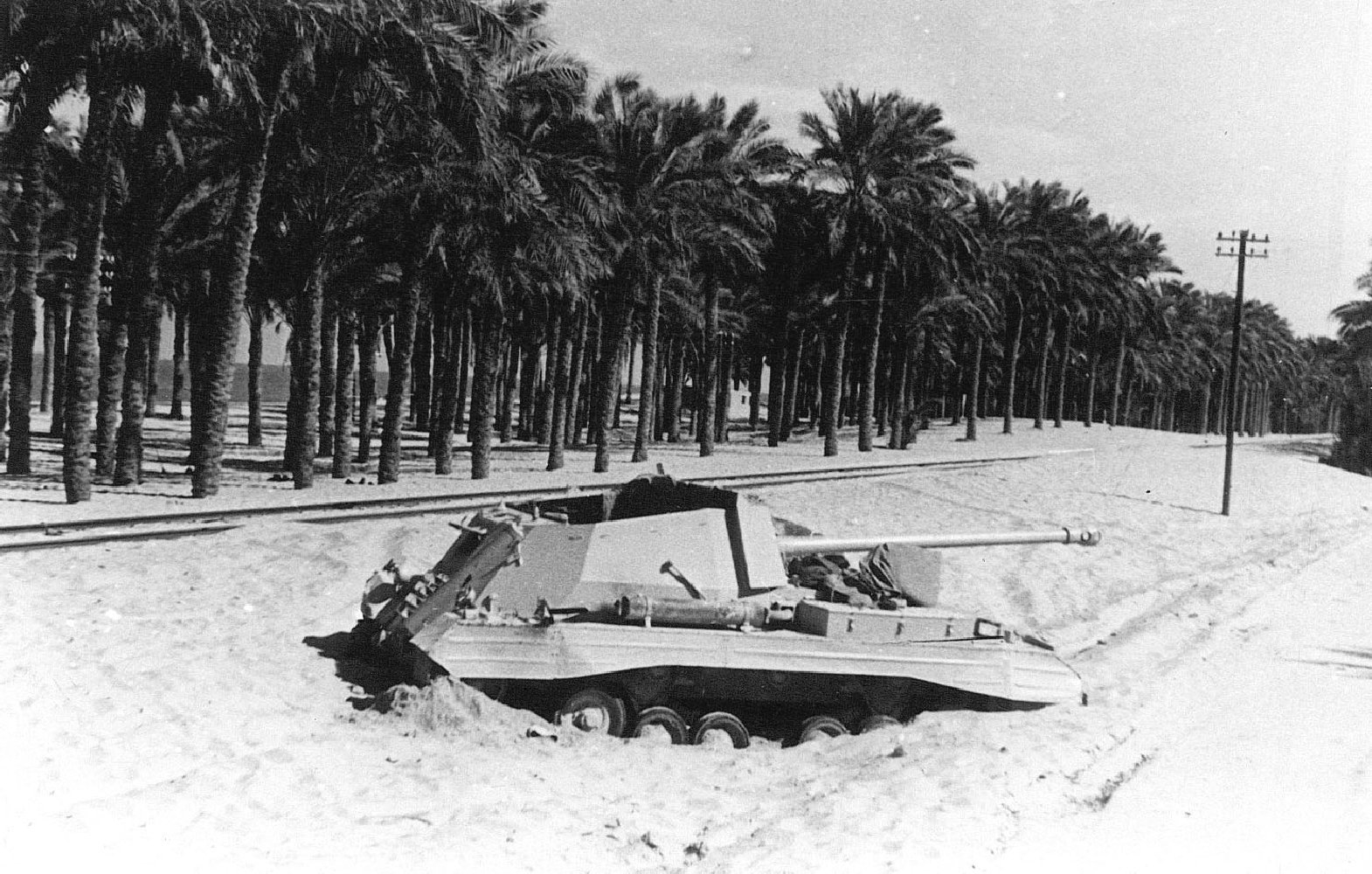
أرتشر مصرية خلال العدوان الثلاثي
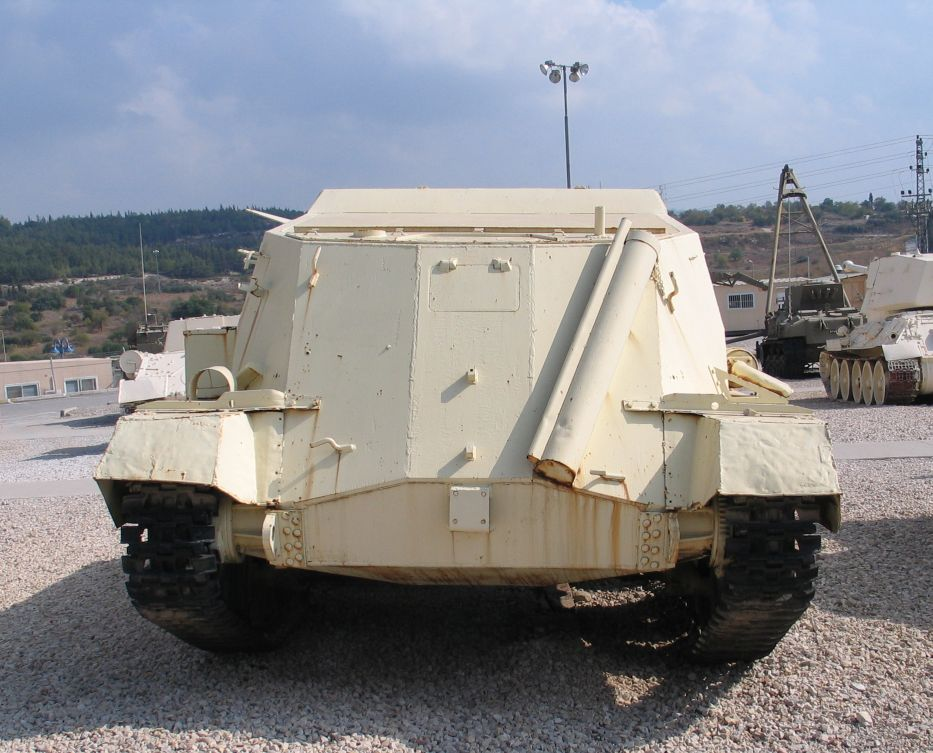
أرتشر من الخلف